# Vườn quốc gia núi Walsh
Vườn quốc gia núi Walsh là một vườn quốc gia ở Queensland, Úc, 230 km về phía tây bắc của Brisbane.
Đặc điểm nổi bật của khu vực Biggenden những khối đá granit dựng đứng của khu vực núi Walsh vươn lên độ cao 703 m trên mực nước biển Leven ở phần phía bắc của vườn quốc gia. Có 3 ba đỉnh núi đá granite lộ thiên, và các sườn núi rừng dốc là nơi sinh sống của một loạt các thảm thực vật.
Vườn quốc gia này có hệ thống thực vật đa dạng. Sự đa dạng cung cấp nơi ở cho nhiều loài động vật có nguy cơ tuyệt chủng như cú mạnh mẽ Ninox strenua và màu ó xám Accipiter novaehollandiae. Du khách cũng có thể nhìn thấy các loài khác như Peregrine Falcons, Dingoes, Wallabies, Kanguru xám và Màn hình ren.
Một cảnh quan phức tạp đã dẫn cộng đồng thực vật đa dạng bao gồm rừng cây bụi, rừng, rừng mở và rừng khô. Có những mảng cây thông trong một số hẻm núi.